# Patricia Emonet
Patricia Emonet nació el 22 de julio de 1956 en Sallanches (Francia), es una esquiadora retirada que ganó 1 Copa del Mundo en disciplina de Eslalon y 4 victorias en la Copa del Mundo de Esquí Alpino (con un total de 10 podiums).

## Resultados

### Juegos Olímpicos de Invierno
- 1976 en Innsbruck, Austria
  - Eslalon Gigante: 11.ª

### Campeonatos Mundiales
- 1974 en St. Moritz, Suiza
  - Eslalon Gigante: 12.ª

### Copa del Mundo

#### Clasificación general Copa del Mundo
- 1972-1973: 3.ª
- 1973-1974: 21.ª
- 1974-1975: 35.ª
- 1975-1976: 14.ª
- 1976-1977: 16.ª
- 1977-1978: 33.ª
- 1978-1979: 82.ª

#### Clasificación por disciplinas (Top-10)
- 1972-1973:
  - Eslalon: 1.ª
  - Eslalon Gigante: 4.ª
- 1975-1976:
  - Eslalon: 8.ª
- 1976-1977:
  - Eslalon: 8.ª

#### Victorias en la Copa del Mundo (4)

##### Eslalon Gigante (1)
| Fecha               | Lugar           |
| ------------------- | --------------- |
| 23 de marzo de 1973 | Heavenly Valley |

##### Eslalon (3)
| Fecha               | Lugar           |
| ------------------- | --------------- |
| 2 de enero de 1973  | Maribor         |
| 3 de marzo de 1973  | Mt. St. Anne    |
| 22 de marzo de 1973 | Heavenly Valley |